# Части особого назначения

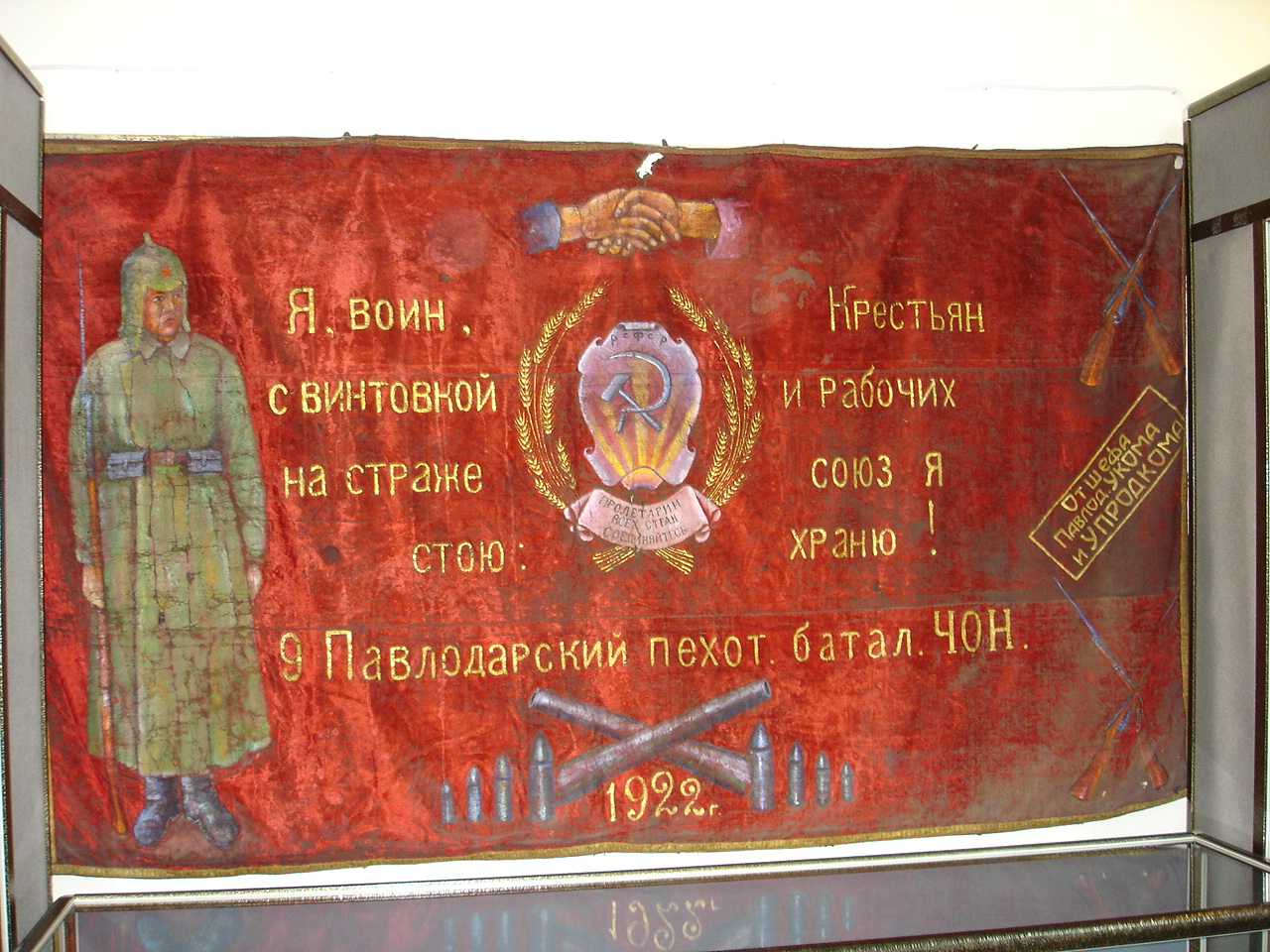
Знамя одного из формирований ЧОН, 1922 года.

Части особого назначения (ЧОН, части ОН), Отряды особого назначения (ООН) — специальные вооружённые формирования, создававшиеся с 1918 года для борьбы с контрреволюцией и из коммунистов — рядовых членов ВКП(б), бойцы таких отрядов назывались коммунарами.
Первые Отряды особого назначения были созданы в 1918 году, позже название было изменено на Части особого назначения. ЧОНы полностью расформированы в 1925 году.

## Описание

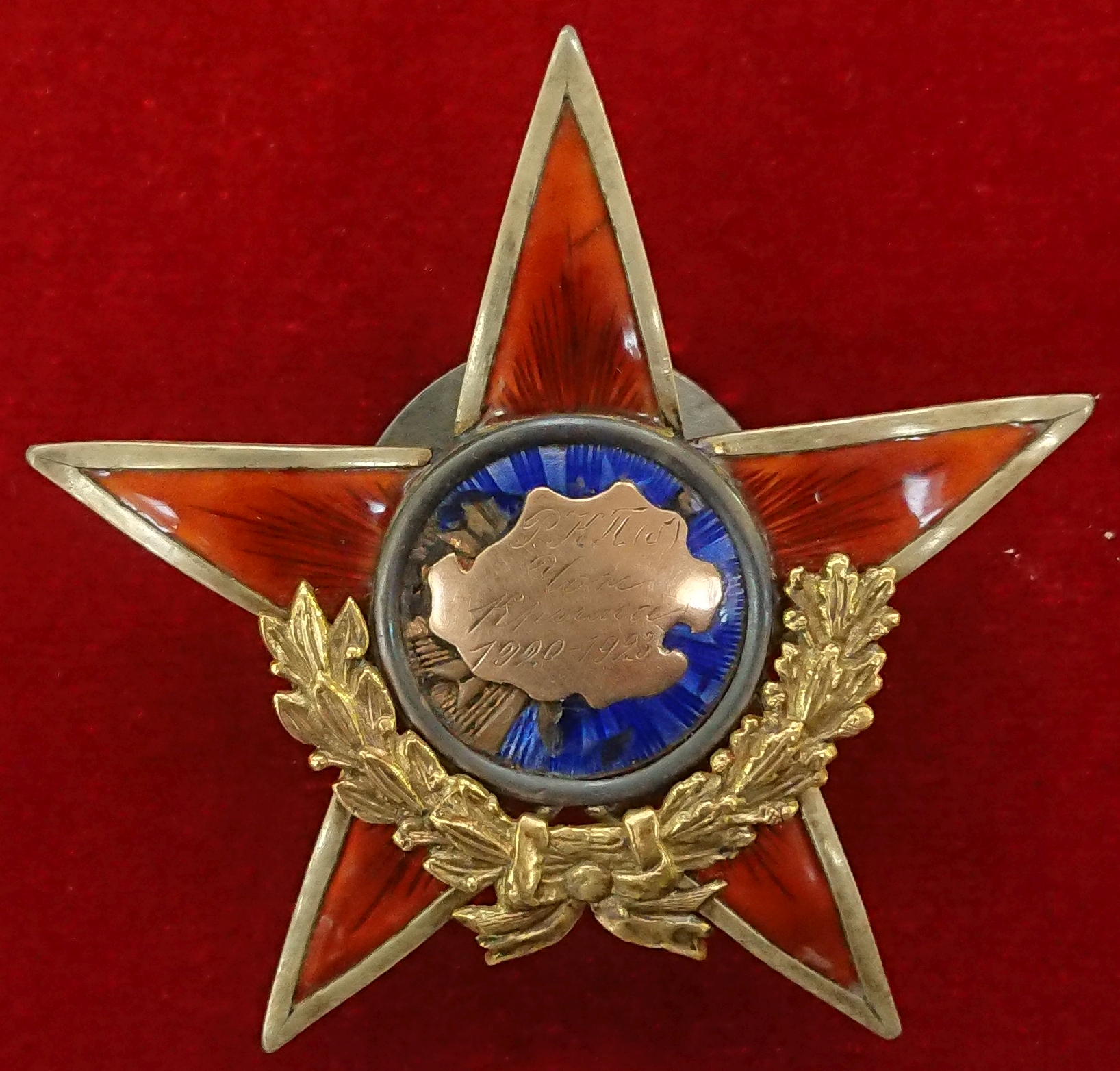
Знак ЧОН Крыма

ЧОН участвовал в подавлении крестьянских волнений в период проводимой в РСФСР продразвёрстки и гражданской войны в России, а также в качестве силовой поддержки продотрядов, занимавшихся изъятием у крестьян хлеба и других продуктов. Нижегородский батальон особого назначения участвовал в подавлении Кронштадтского и Тамбовского восстаний в 1920—1921 годах. Екатеринбургские части участвовали в подавлении сибирского восстания 1921 года.
Бойцы Частей особого назначения имели собственные знаки различия, менявшиеся со временем. Нагрудный знак в 1918 году был единым для РККА и Отрядов особого назначения. В 1922 году петлицы коммунаров имели надпись «Ч.О.Н.» с уточнением уезда или подразделения второй строкой. 4 января 1923 года были назначены новые шифры для петлиц — штабы получили шифр «ЧОН», строевые части — номер, букву наименования части и буквы «ОН», например, шифр «4пОН» носили бойцы 4-го стрелкового полка 2-й особого назначения Московской бригады.

### Создание
В марте 1918 года ЦК ВКП(б) издал директиву «О вооружении коммунистов и обучению их военному делу», предусматривавшая создание вооружённых отрядов из комунистов при каждом заводе, фабрике, при райокмах и горкомах ВКП(б), организованных по типу красноармейских подразделений с ротой в качестве основной штатной единицы. При малой численности коммунистов можно было сформировать взвод или отделение, которые должны были стать частью более крупного территориального подразделения. Также можно было привлекать в ООН сознательных беспартийных, рекомендованных партийными организациями. Члены таких отрядов должны были без отрыва от производства пройти военную подготовку и по приказу партии выступить на защиту её интересов.
Основной целью отрядов особого назначения, как указано в этой директиве, было «…обучение рядовых партийцев военному делу и воспитание их в духе революционной бдительности…» Обучение коммунаров проводили опытные в военном деле коммунисты или военспецы. Командные должности могли занимать только коммунисты.
Первые ЧОНы возникли в Петрограде и Москве, затем — в центральных губерниях РСФСР. ЧОНы прифронтовой полосы Южного, Западного и Юго-Западного фронтов принимали участие во фронтовых операциях.
Уже с весны 1918 года отряды коммунаров выполняли задачи внутренней военной службы: охраняли политические, промышленные и гражданские объекты, помогали войскам ВЧК в подавлении мятежей. При этом снабжение вооружением частей особого назначения не было налажено, в этих отрядах было крайне мало пулемётов и не было бронемашин, им не хватало боеприпасов, подразделения не были объединены в единую структуру и не имели центра управления.
К апрелю 1919 года ЧОНы были созданы в Петрограде, Москве, Иваново-Вознесенске, отдельные отряды — также при крупных партийных организациях в Рязанской, Тверской, Пензенской, Псковской, Самарской, Саратовской, Витебской, Гомельской, Вятской, Пермской губерниях.
В начале 1919 года из-за наступления интервентов большевики провели массовую мобилизацию коммунистов на фронт, из-за чего для ведения внутренней службы стало не хватать сил. Вследствие этого отряды особого назначения были реорганизованы:
- Постановление ЦК ВКП(б) от 17 апреля 1919 года обязывало военизировать все партийные организации «для борьбы с контрреволюционным подпольем»;
- Циркулярное письмо ЦК ВКП(б) от 8 мая 1919 года разъясняет новый порядок формирования отрядов особого назначения: в их состав должны приниматься только коммунисты, преимущественно члены партии со стажем до Октябрьской революции 1917 года.

В постановлении ЦК ВКП(б) от 8 июня 1919 года говорится:

Всем партийным организациям: «Центральный Комитет РКП признал необходимым принять срочные меры к мобилизации всех сил Партии для Защиты Революции и её завоеваний. В соответствии с этим всем Партийным организациям предлагается немедленно приступить к созданию частей Особого Назначения, руководствуясь следующим положением:
1) При каждом заводе, фабрике, заводских ячейках, районных Комитетах и городских организовать части Особого Назначения.
2) Части эти должны быть по типу Современных строевых частей. Основной единицей должна быть рота. При малом количестве членов ячейки, комитета это будут отделения, взводы. Обучение должно вестись по определенной программе. Сначала нужно создать одиночного бойца, умеющего владеть оружием, гранатой, пулемётом, затем переходить к групповому обучению, изучить тактику современной полевой и уличной войны (практика гражданской войны создала её).
3) Комитету Партии предоставляется право сводить эти деления (отделения, взводы) в более крупные единицы: роты, баталионы (так по тексту), полки. Это необходимо, как для обучения, так и для непосредственного действия.
4) Начать обучение по организации этих войсковых единиц одновременно во всей Республике.
5) Программа должна быть разработана к определенному числу.
6) Прежде всего включить в число обучающихся старых Коммунистов до Октябрьского периода (17 год) и остальных по рекомендации Комитета Партии — это даст надёжную опору в критический период.
7) Последовательно этот состав расширить.
8) Немедленно учесть всех, кого мобилизовать. Предписать комитетам повести эту работу.
9) Назначить теперь же инструкторов организаторов при каждом Комитете для организации этого дела и проведения его в жизнь.
10) Этот организатор инструктор будет ответственным перед Комитетом за организацию этого дела.
11) Выделить кадр инструкторов для обучения этих частей Особого Назначения.
12) Разработать инструкцию Комитетам Партии по проведению этого дела.
13) Выделить для этого по соглашению с ЦУС необходимое количество оружия и пулемётов.
14) Устроить необходимые склады оружия при Комитетах Партии, раздать его в момент начала занятий.
15) Должен быть назначен срок обучения (месяц, полтора) прохождения программы обучения.
16) При обучении в строю должна быть самая строгая дисциплина.
17) Каждый Комитет назначает место сбора по тревоге
18) При Центральном Комитете Партии назначить ответственного организатора этого дела тов. СМИРНОВА.
19) Для выработки программы обучения, выработки инструкции по проведению этого дела создать теперь же комиссию, поручить ей спешно выполнить эту работу.
20) Предоставить комиссии право непосредственного проведения в жизнь намеченного плана работы, а также руководства и сношения с Партийными Организациями».
ЦЕНТРАЛЬНЫЙ КОМИТЕТ Р. К. П.— Захаров А. ЧОН : очерки по истории Октябрьской революции в Нижегородской губернии. — Нижний Новгород, 1927. — С. 47—54.
Осенью 1919 года ЧОНы действовали в 33 губерниях, их численность составила 30 000 человек.
12 ноября 1919 года ЦК партии принял постановление о включении ЧОН в систему всевобуча с сохранением самостоятельной системы формирования и оперативного подчинения. Для общего руководства выделялись ответственные организаторы при ЦК РКП(б) и организаторы при губкомах, укомах и так далее. Это решение оказалось не эффективным из-за того, что всевобуч уделял ЧОНам мало внимания и не учитывал их специфику, в результате военная подготовка коммунаров ухудшилась.
Личный состав ЧОН, который к концу 1919 года насчитывал свыше 30 000 коммунаров, действовал в тесном контакте с органами ВЧК, составляя боевую ударную силу ещё недостаточно окрепших органов правопорядка большевиков. Коммунары ЧОН выполняли не только особые функции в тылу советской республики с органами ВЧК и частями войск внутренней охраны республики, но и направлялись в качестве отборных частей из наиболее проверенных бойцов в состав действующей армии на самые опасные участки фронта.
На конец 1919 года техническое обеспечение частей особого назначения оставалось плохим — оружие в первую очередь поставлялось в Красную армию, а ЧОНы, как и другие отряды самообороны, получали в основном устаревшее вооружение.

### Объединение с Красной Армией
24 марта 1921 года ЦК партии принял постановление на основании решения X съезда РКП(б) о включении ЧОН в состав милиционных частей Красной Армии. Личный состав ЧОН разделялся на кадровый и милиционный (переменный). В сентябре 1921 года были учреждены:
- командование и штаб ЧОН страны (командующий — А. К. Александров, начальник штаба — В. А. Кангелари);
- для политического руководства — Совет ЧОН при ЦК РКП(б) (секретарь ЦК — В. В. Куйбышев, заместитель председателя ВЧК — И. С. Уншлихт, комиссар штаба РККА и командующий ЧОН);
- в губерниях и уездах — командование и штабы ЧОН, Советы ЧОН при губкомах и укомах партии.

14.07.1921 — день создания ЧОН Донецкой губернии.
Приказом Главного командования ЧОН, от 4 октября 1921 года, в целях упорядочения организационно-штатной структуры и постоянного руководства формированиями особого назначения, всем формированиям были присвоены номера и наименования по месту их основной дислокации.
В составе ЧОН были пехотные, кавалерийские, артиллерийские и бронечасти. В декабре 1921 года в ЧОН числилось 39 673 чел. кадрового и 323 372 чел. переменного состава.
В связи с улучшением внутреннего и международного положения СССР и укреплением Красной Армии (военная реформа) в 1924—1925 годах по решению ЦК РКП(б) ЧОН были расформированы.

## Формирования
Ниже представлены формирования (не все):
- Штаб ЧОН РСФСР и СССР (Штаб ЧОН Республики);

### Дивизия (дислокация, период)
- 1-я Камышинская стрелковая (Камышин, 1918—1919);
  - 1-я коммунистическая бригада
  - 2-я коммунистическая бригада
- 2-я Интернациональная стрелковая (Иркутск, 1918);
  - Иркутская бригада

### осбр (дислокация, период)
- 2-я Коммунистическая отдельная Александро-Гайская (1919)
- Екатеринбургская коммунистическая (1921)
- 1-я отдельная стрелковая красных коммунаров (1919—1920)
- 1-я Сибирская стрелковая красных коммунаров (1919—1920)
- 2-я стрелковая красных коммунаров Туркфронта (1919—1920)
- 2-я отдельная Приволжско-Татарская красных коммунаров (1919)
- 2-я Самарская отдельная стрелковая красных коммунаров (1919—1920)
- 3-я Приволжская Татарская стрелковая красных коммунаров (1919—1920)
- 5-я стрелковая красных коммунаров (1919—1920)
- 6-я Приволжско-Татарская стрелковая красных коммунаров (1920)
- Бригада красных коммунаров Южного фронта (1919)
- Пензенская стрелковая красных коммунаров (1919)
- Приволжско-Татарская стрелковая красных коммунаров (1920)

### Иные
- - 102-й отдельный ОН батальон, 2-й ОН Московской бригады;
  - Штаб ЧОН г. Москвы и Московской области;
  - Губштаб (Управление частей особого назначения (ЧОН)) (Нижегородская губерния);
    - 112-й особого назначения Нижегородский батальон при Губкоме РКП(б);
    - Сергачская рота частей особого назначения;
    - 163-я особого назначения Павловская рота, г. Павлово
    - 9-й особого назначения Нижегородский батальон, г. Н.Новгород Канавино;
    - 168-я особого назначения Васильсурская рота;
    - 2-й Арзамасский батальон особого назначения, г. Арзамас;
    - 162-я особого назначения Выксунская рота, г. Выкса;
      - 7-я отдельная Выксунская рота;

    - 27-й отдельный Нижегородский взвод особого назначения, с. Безводное, Нижегородского уезда;
    - 164-я особого назначения Городецкая рота, г. Городец;
    - 167-я особого назначения Семёновская рота, г. Семёнов;
    - 168-я особого назначения Сормовская отдельная рота, г. Н.Новгород, Сормово;
    - 169-я особого назначения Княгининская отдельная рота, с. Большое Мурашкино, Княгининского уезда;
    - 170-я особого назначения Сергачская рота, г. Сергач;
    - 171-я особого назначения Воскресенская отдельная рота, г. Воскресенск;
      - 25-й особого назначения Воскресенский взвод, 171-й особого назначения роте;

    - 172-я особого назначения Лысковская рота, г. Лысково;
    - 173-й особого назначения Арзамасский отдельный взвод, г. Арзамас;
    - 174-я особого назначения Починковская рота, г. Починки;
      - 23-й особого назначения Починсковского взвод;

    - 175-я особого назначения Лукояновская рота, г. Лукоянов;
    - 176-я особого назначения Ардатовская рота, г. Ардатов;
    - 177-я особого назначения Нижегородская (Растяпинская) рота, с. Растяпино;
    - 178-я особого назначения Курмышская рота, г. Курмыш;
    - 166-я отдельная Ветлужская рота частей особого назначения;

  - Луганский штаб ЧОН (1920 г.);
    - Батальон особого назначения при Донецком губкоме КП(б)У (1920);

  - Арский штаб ЧОН (1922 г.);
    - Буинская 353-я отдельная рота ОН (1921—1924 гг.);
    - Казанский 1-й отдельный батальон ОН (1921 г.);
    - Казанский 8-й отдельный батальон ОН (1922 г.);
    - Казанский 11-й отдельный батальон ОН (1922 г.);
    - Казанский 303-й батальон ОН (1921—1924 гг.);
    - Казанская отдельная рота ОН (1921—1925 гг.);
    - Лаишевский 18-й отдельный взвод ОН (1922—1924 гг.);
    - Спасская 351-я отдельная рота ОН (1921—1924 гг.);
    - Тетюшская 352-я отдельная рота ОН (1922—1924 гг.);

  - Штаб командующего войсками особого назначения Сибири (1920—1924)

Штаб состоял из трёх основных отделов: оперативно-строевого, учётно-мобилизационного и снабжения. В штаты его входило 30 руководящих работников.
- -     - Сибирская школа частей особого назначения;
    - Штаб командующего войсками (частями) особого назначения Западно-Сибирского военного округа (1920—1924)
      - 1-й Западно-Сибирский кавалерийский дивизион милиционно-территориальных войск (1921 г.);

    - Штаб командующего войсками (частями) особого назначения Новониколаевской (Томской) губернии (1920—1924)
      - Каинский батальон (1922 г.);
      - Каргатский батальон (1922 г.);
      - Черепановский батальон (1922 г.);

    - Штаб командующего войсками (частями) особого назначения и начальника коммунистических войск Омской губернии (1920—1924)
      - Омский территориальный полк (1920 г.);

    - Военный районный комитет РКП(б) при политуправлении революционного военного совета (РВС) войск Сибири ([1921-1922]);

## Расформирование
Основная масса ЧОН была расформирована в середине 1920-х гг., ряд ЧОН были переформированы в конвойные войска, части ВОХР и подразделения НКВД.

## Кино
- художественный фильм «Конец императора тайги», 1978 г., в фильме показаны действия части особого назначения в Хакасии;

## Рассказ
- Владимир Солоухин «Солёное озеро»